# Svenska landskapssånger
En landskapssång är en sång, som uttrycker kärlek till och uppskattning för ett landskap. Landskapssångerna motsvarar därvid nationalsångerna på landskapsnivå.
För att räknas som landskapssång, bör sången nog också ha uppnått viss grad av erkänd ställning som sådan. På samma sätt som att Sverige inte har någon officiellt fastställd nationalsång finns det inte heller några officiellt fastställda landskapssånger. Att Du gamla, du fria har status som nationalsång vilar helt på traditionen, och på samma sätt förhåller det sig med landskapssångerna. I vissa landskap har en särskild sång växt fram som en älskad och ofta sjungen sång vid offentliga arrangemang. I andra landskap kan det finnas flera olika sånger med svagare tradition. I andra åter saknas tydlig tradition kring en särskild sång. Detta gör, att det ofta kan vara svårt att belägga vilken sång som är att betrakta som landskapssång för det aktuella landskapet. Se gärna noterna för ett fördjupat studium av detta.
Landskapssångerna började tas fram under de första årtiondena av 1900-talet.

## Förteckning över möjliga svenska landskapssånger iSverige
| Landskap      | Titel                            | Inledning                                | Författare | Kompositör                                                                          | Text/musik                                                   | Lyssna |
| ------------- | -------------------------------- | ---------------------------------------- | --- | ----------------------------------------------------------------------------------- | ------------------------------------------------------------ | --- |
| Blekinge      | Min Blekingsbygd                 | Min Blekingsbygd                         | Johan Henrik Frithiof Strömmerstedt                                                                                | Torsten Wall                                                                        | Tillbakablicken: Vers 1.                                     | Jazzversion av Jan Lundgrens trio från 1997 (Youtube)                                                                                       |
| Bohuslän      | Bohusvisan                       | I Bohuslän det gamla                     | Fredrik Nycander                                                                                                   | Henrik Jansson                                                                      |                                                              | |
| Bohuslän      | Bohusläns sång                   | De kala klipporna                        | Edvard Evers | Karl Collan                                                                         |                                                              | |
| Bohuslän      | Inbjudan till Bohuslän           | Som blågrå dyning bohusberget rullar     | Evert Taube | Evert Taube (1943)                                                                  |                                                              | |
| Dalarna       | Dalkarlasång                     | Jag vet ett land långt upp i höga Nord   | Gustaf Nyblæus | Otto Lindblad                                                                       | Wikisource                                                   | |
| Dalarna       | Om sommaren sköna                | Om sommaren sköna                        | Andreas Wallenius                                                                                                  | Folkmelodi                                                                          | Recmusic: Text. Folkwiki: Musik.                             | Jazzversion med David Wendestam och Göteborgs Gosskör (Youtube)                                                                             |
| Dalsland      | Dalsland                         | Såg du ett land                          | F.O. Myrén | F.O. Myrén                                                                          | Kjellbergs: Text.                                            | |
| Gotland       | Gottland                         | Höstsol leker på Östersjön               | Hjalmar Procopé | Malin Holmström-Ingers                                                              |                                                              | |
| Gotland       | Sång till Gotland[källa behövs]  |                                          | |                                                                                     |                                                              | |
| Gotland       | Nordrets raukar, stup och hällar | Gotland fosterö i Norden                 | Gösta Storm | August Fredin                                                                       |                                                              | |
| Gästrikland   | Gästrikesången[källa behövs]     |                                          | |                                                                                     |                                                              | |
| Halland       | Hallandssången                   | Vår kust nu ligger fager                 | E. Svensson | Oscar Bengtson-Bergenhed                                                            |                                                              | |
| Halland       | Hallandssången[källa behövs]     | Vinden och vågen ha danat vårt Halland   | Walter Höijer | Sven Welin                                                                          | Latido: Text.                                                | |
| Hälsingland   | Sång till Hälsingland            | Såg du det landet                        | Arthur Engberg | Folkmelodi                                                                          | Hälsingslands spelmansförbund: Text. Lenaz: Text.            | Framförd av Vilma Skäryd (Youtube) Framförd av Niles (Youtube)                                                                              |
| Härjedalen    | Härjedalssången[källa behövs]    | Det sveper från saviga skogar en il      | Per Nilsson-Tannér                                                                                                 | Carl Rogberg                                                                        | Jamtamots sångbok: Text.                                     | |
| Jämtland      | Jämtlandssången a                | Så tåga vi tillsammans bort (svenska)    | Wilhelm Peterson-Berger                                                                                            | Gammal jämtländsk brudlåt                                                           | Wikipedia: Text. Jamtamots sångbok: Text.                    | (Youtube) Från Storsjöyran 2010 (Youtube)                                                                                                   |
| Jämtland      | Jamtlandssången                  | Mæ går på stigom (Jämtska)               | Per-Gunnar Norman Bo Oscarsson                                                                                     | Gammal jämtländsk brudlåt                                                           | Republiken Jämtland: Text.                                   | Liselotte Bergner, acapella (Youtube) |
| Lappland      |                                  |                                          | |                                                                                     |                                                              | |
| Medelpad      | Hymn till Medelpad[källa behövs] | Här, här vid älv, vid sjö och hav        | Ali Nordgren | Theofil Lindström                                                                   |                                                              | |
| Norrbotten    |                                  |                                          | |                                                                                     |                                                              | |
| Närke         | Till Närke                       | De mörka bergen draga sin ring           | R. G. Gustavsson                                                                                                   | Adolf Andrén                                                                        |                                                              | |
| Närke         | Sång till Närke                  | Vi hälsa dig Närke, vår älskade hembygd! | Albert Johansson                                                                                                   | Sven Welin                                                                          | Wikipedia: Text                                              | |
| Skåne         | Hembygden                        | Här är den bygden                        | Nils Hildestrand                                                                                                   | Felix Körling                                                                       | Scania: Text.                                                | |
| Skåne         | Det är ett 'yndigt' land         | Det är ett 'yndigt' land                 | O.P Sturzenbecker (ca 1850)                                                                                        |                                                                                     | Det är ett 'yndigt' land                                     | |
| Skåne         | Sång till Skåne                  | Vackra hembygd, du som vilar             | Nils Hansson (cirka 1900)                                                                                          | Cid Smedberg[källa behövs] alternativt Gunnar Wennerberg (Här är gudagott att vara) | Wikisource: Text.                                            | |
| Småland       | Smålandssången                   | Röd lyser stugan                         | Linnéa Andrén (senast 1912)                                                                                        | Ivar Widéen                                                                         | Annetteh: Text.                                              | |
| Södermanland  | Känner du landet                 | Känner du landet, det härliga rika       | Bernhard Elis Malmström                                                                                            | Knut Hamnström                                                                      | Wikisource: Text. Skogskarlarnas Klubb i Södermanland: Text. | |
| Uppland       | Upplandssången                   | Här ligger landet                        | Olof Thunman | Oscar Solén                                                                         | Visskatten: Text och annan melodi.                           | Sune Bohlin (Youtube). |
| Värmland      | Värmlandsvisan                   | Ack Värmeland, du sköna                  | Vers 1: Anders Fryxell (1822)[källa behövs] vers 2–3: Fredrik August Dahlgren (1846)[källa behövs] Eller 4 versar. | Svensk folkmelodi                                                                   | Wikisource: Text.                                            | Vers 1 och 3. Jussi Björling 1936 (Youtube). Vers 1 framförd av Adolf Fredriks musikklasser (Youtube).                                      |
| Västerbotten  | Västerbotten                     | Känner du landet, det stora och tysta    | Vers 1: Jörgen Block Vers 2–4: Zolo Stärner                                                                        | C. O. Forsmark                                                                      |                                                              | |
| Västergötland | Hymn till Västergötland          | Jag hälsar dig, Västgöta rike            | Paul Nilsson | Ivar Widéen                                                                         | Studentwikin: Sångens text.                                  | Västgöta nations manskör Korgossarna (Spotify) Vers 1. Musikens Vänner vid Katedralskolan i Skara vid studentexamen. Start 11:30 (Youtube). |
| Västmanland   | Västmanlandsången                | Jag ser fädernas bygd                    | A. Grane | I Fröier                                                                            | Tillbakablicken: Text.                                       | |
| Ångermanland  | Ångermanlandssången              | Fäderneärvda bygd som vart bruten        | Albert Viksten | A. J. Högberg                                                                       | Pellemolin: Text.                                            | |
| Ångermanland  | Ångermanland                     | Små röda stugor på branta nipor          | Anders Österling                                                                                                   |                                                                                     | Archive: s. 16-18: Text.                                     | |
| Öland         | Ölandssången                     | Här är fagra sommarlandet                | Sven Erik Sjöholm                                                                                                  | B. Anrep-Nordin                                                                     |                                                              | |
| Östergötland  | Östgötasång                      | Så grant står Östergyllen                | Sten Granlund | Gunnar Norlén                                                                       | Wikisource: Text Östergyllen: Text.                          | Blandad kör (Youtube). |

a Sjungs årligen på Storsjöyran.

## Förteckning över möjliga svenska landskapssånger iFinland
| Landskap    | Titel                 | Inledning                                 | Författare         | Kompositör            | Tillkomstår | Text/musik                        | Lyssna                | Kommentar         |
| ----------- | --------------------- | ----------------------------------------- | ------------------ | --------------------- | ----------- | --------------------------------- | --------------------- | ----------------- |
| Nyland      | Nylänningarnas marsch | Det stormande havets mäktiga sång         | Theodor Lindh      | Henrik Borenius       |             |                                   |                       |                   |
| Åboland     | Åboland               | Åboland, skärens och öarnas land          | Arne Törnudd       | Alfred Anderssén      |             |                                   |                       |                   |
| Åland       | Ålänningens sång      | Landet med tusende öar och skär           | John Grandell      | Johan Fridolf Hagfors | senast 1922 | Wikipedia: Text. Bibliotek: Text. | (Youtube) (Bibliotek) |                   |
| Österbotten | Vasa marsch           | I högan nord vår vagga stod               | Zacharias Topelius | Karl Collan           |             |                                   |                       |                   |
| Österbotten | Österbotten           | Österbotten, Österbotten, land vi ha ändå | Emil Wichmann      | Uno Moring            |             |                                   |                       | Endast på svenska |